# 觀賞用墨絲
墨絲為苔蘚植物門所屬之植物的通稱，又稱：默絲、莫絲……等。運用於水族造景，具觀賞價值之墨絲，通常屬於水蘚科（溪苔科）、灰蘚科（匍苔科）等等，其水下葉廣泛運用於水族箱的造景，種類繁多，造型青翠美觀，容易種植。多成為水族的水草前景，或是綁於沉木上造景。

## 型態
絲狀莖會長出假根，可附著於沉木或岩石上生長

## 生長需求
屬於陰性水草，在弱光、無CO2供應設備、無追加肥料的環境下亦能生長。因為對於環境要求不多，使得在水族造景中頗受歡迎。

## 溫度需求
唯對水溫要求較高，適合生長溫度依品種而有不同，通常適合生長溫度為15~22℃，當水溫超過27℃時會停止生長，細長葉上的小葉片消失，變的光禿禿且發黑，超過32℃時會開始快速枯死。
越低的水溫，細長葉所披覆的小葉片將包裹越緊密。某些種類的，還會因為溫度低到一定程度而成為松柏葉狀貌。

## 光照需求
光照不足的條件下亦可正常緩慢生長。不過對於光照非常敏感。過於快速的光照變化容易使之生長不良。